# 絢香 LIVE TOUR 2013 Fortune Cookie～什麼會跑出來呢!?～
《絢香 LIVE TOUR 2013 Fortune Cookie～什麼會跑出來呢!?～》（日语：LIVE TOUR 2013 Fortune Cookie ～なにが出るかな！？～）為日本女歌手絢香於2014年3月5日發行的影音作品。

## 簡介
- 絢香以專輯《遊音俱樂部～1st Grade～》為主，於2013年9月5日於神戶國際會館展開共19場的「HALL」等級巡迴演唱會，最終場於仙台サンプラザホール畫下句點。
- 演唱會曲目中翻唱專輯的曲目及順序已定，其他由粉絲們於官方臉書中投票選出。
- 本作發行「藍光」、「DVD」、「Amazon.co.jp限定藍光」、「Amazon.co.jp限定DVD」、「粉絲俱樂部限定盤DVD」，初回限定盤以透明塑膠盒包裝。
- 絢香於發行的前一日在全日本7間電影院先行上映本作[1]

## 發行版本
- 藍光（1片裝）
- DVD（2片裝）
- Amazon.co.jp限定藍光（附贈『絢香 TOUR 卡片夾 日本武道館Special Audience』，1片裝）
- Amazon.co.jp限定DVD（附贈『絢香 TOUR 卡片夾 日本武道館Special Audience』，2片裝）
- 粉絲俱樂部限定DVD（收錄特典幕後花絮，2片裝）

## 曲目
- DVD/藍光共通

1. Hello
2. 歩いて帰ろう
3. ロビンソン
4. やさしさに包まれたなら
5. 真夏の果実
6. たしかなこと
7. 夢を味方に
8. みんな空の下
9. タユタ
10. 空と君のあいだに
11. 瞳をとじて
12. はじまりのとき
13. ツヨク想う
14. Movin' on without you
15. 三日月
16. beautiful
17. LA・LA・LA LOVE SONG
18. シーソーゲーム～勇敢な恋の歌～
19. WINDING ROAD
20. I believe
21. ありがとうの輪

- 粉絲限定盤限定收錄演唱會幕後花絮